# اكمة شداد (ذي السفال)
اكمة شداد

تعديل مصدري - تعديل

اكمة شداد محلة تابعة لقرية الحوري، التابعة لعزلة وادي ضباء بمديرية ذي السفال إحدى مديريات محافظة إب في الجمهورية اليمنية، بلغ تعداد سكانها 523 حسب تعداد اليمن لعام 2004.